# Постіл (притока Десни)
Постіл — річка  в Україні, у Козятинському  районі Вінницької області, ліва притока Десни  (басейн Південного  Бугу).

## Опис
Довжина річки 9,6 км, площа баасейну - 24 км². Формується з багатьох безіменних струмків та водойм.

## Розташування
Бере  початок на півдні від Миколаївки. Тече переважно  на південний схід  через Лопатин  і у Самгородку впадає у річку Десну, ліву притоку Південного Бугу за 68 км. від її гирла.